# اتحاد دمنهور
اتحاد دمنهور (بالإيطالية: Federazione di Damanhur)‏، وتعرف اختصاراً باسم دمنهور، هو مجتمع قروي 
(كميونة) بيئي وروحي وثني في منطقة بيدمونت بشمال إيطاليا، على بعد حوالي 50 كم (30 ميل) إلى الشمال من مدينة تورينو. وهي تقع في سفوح جبال الألب في وادي كيوزيلا، المطلة على حديقة غران باراديسو الوطنية.
اتحاد دمنهور له دستوره الخاص وعملته الخاصة تسمى «كريديتو»، كذلك له مراكز فرعية في أوروبا والأمريكتين واليابان.

## أصل التسمية
باعتبار أن مجتمع اتحاد دمنهور مبني على أساس وثني، لذلك سُمي المجتمع الجديد نسبة إلى مدينة دمنهور عاصمة محافظة البحيرة في مصر، حيث كانت مدينة دمنهور مركزاً لعبادة الإله حورس في مصر القديمة، حيث أن اسمها كذلك يعني «مدينة الإله حور» أي حورس.

## تاريخ
تأسست سنة 1975 على يد أوبيرتو أيراودي بغرض تأسيس مجتمع يحمل أفكاراً للوثنية الجديدة والعصر الجديد وبمشاركة 24 من أتباعه. نما هذا العدد إلى 800 عام 2000.

## المعيشة في دمنهور
بدأ الدستور بثلاث هيئات بدمنهور: مدرسة التأمل (التقليد الطقسي)، والاجتماعية (النظرية الاجتماعية، التحقيق الاجتماعي)، ولعبة الحياة (التجريب والديناميكيات، الحياة كلعبة، التغيير). أضيفت هيئة رابعة مؤخراً، وهي تكناركيت (التنقية الداخلية الفردية).
يشارك المواطنون في أحد 4 مستويات، اعتماداً على رغبتهم في المشاركة: A، B، C، أو D. المواطنون من الفئة A يتشاركون جميع الموارد ويعيشون في الموقع بدوام كامل. المواطنون من الفئة B يساهمون في الأهداف المالية ويعيشون في الموقع على الأقل 3 أيام في الأسبوع. المواطنون من الفئتين C وD يعيشون في أي مكان. (Merrifield، 2006، صفحة 102) يشارك المواطنون من الفئتين A وB بالكامل في مدرسة التأمل والاجتماعية ولعبة الحياة. يشارك المواطنون من الفئة C بالكامل في مدرسة التأمل.
يشارك المواطنون في طريق واحد من عدة طرق، اعتماداً على طبيعتهم الشخصية، وهي:
- طريق العراف.
- طريق الراهب.
- طريق الفارس.
- طريق الصحة.
- طريق الكلمة.
- طريق الفن والعمل.

والعديد من الطرق الأخرى. يعيش معظم المواطنين في منازل تضم 10-20 شخصاً لكل منها، متحدة معاً في اتحاد دمنهور.
نظام الزواج يعتمد على أساس التجديد المستمر، لفترة محددة السنوات.
منذ عام 1983، بدأ أعضاء الاتحاد بتبني أسماء حيوانات (عصفور، جمبري، خلد، إلخ).

## معرض الصور

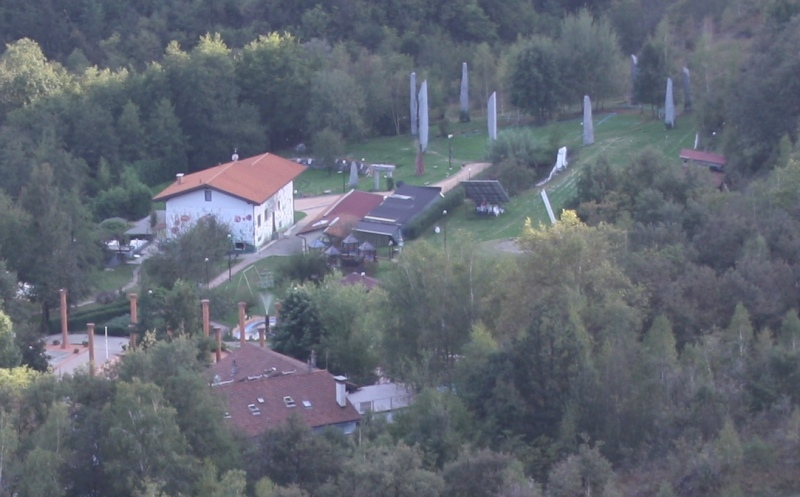
منظر عام للبلدة
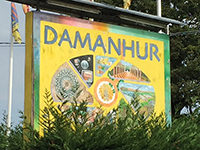
لافتة ترحيبية
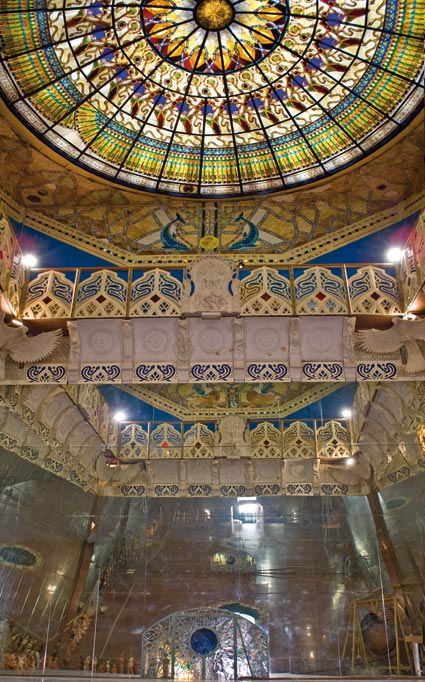
معابد البشرية